# رافائل آبراهامیان
رافائل آبراهامیان ( انگلیسی: Rafael Abrahamyan؛ با نام مستعار بوفالو (Buffalo) زادهٔ ۱۴ مهٔ ۱۹۸۹) رزمی‌کار ترکیبی سبک MMA ارمنی‌تبار اهل روسیه است که در دسته پروزن به رقابت می‌پردازد.

## زندگی‌نامه
وی در ۱۴ مه ۱۹۸۹ در سامارا به دنیا آمد . رافائل آبراهامیان فعالیت MMA خویش را در سال ۲۰۱۹ هنگامی که باتوخان آق‌دومان از ترکیه را شکست داد آغاز نمود.